# Балка Харцизька
 Балка Харцизька — балка (річка) в Україні у Шахтарському районі Донецької області. Права притока річки Кринки (басейн Азовського моря).

## Опис
Довжина балки приблизно 8,28 км, найкоротша відстань між витоком і гирлом — 7,58  км, коефіцієнт звивистості річки — 1,09 . Формується багатьма балками та загатами.

## Розташування
Бере початок на північно-східній околиці села Золотарівка. Тече переважно на південний схід через село Новопелагиївку та селище Троїцько-Харцизьк і впадає у річку Кринку, праву притоку річки Міусу.
Населені пункти вздовж берегової смуги: Дубівка, Войкове, Широке.

## Цікаві факти
- У XX столітті на балці існувало багато закритих вугільних шахт[3], які нині працюють як нелегальні шахти-копанки[4].
- Від витоку балки на північно-східній стороні на відстані приблизно 1,03 км пролягає автошлях Н21[2] (автомобільний шлях національного значення на території України, Старобільськ — Луганськ — Хрустальний — Макіївка — Донецьк. Проходить територією Луганської та Донецької областей.), а на західній стороні на відстані приблизно 1,80 км — Т 0507[2] (автомобільний шлях територіального значення у Донецькій області. Пролягає територією Донецької, Макіївської та Харцизької міськрад, а також територією Амвросіївського району через Донецьк — Макіївку — Харцизьк — Іловайськ — Амвросіївку — Успенку (пункт контролю). Загальна довжина — 62,5 км.).